# Monte Rey Futebol Clube
Monte Rey Futebol Clube é uma agremiação esportiva de Vera Cruz, no estado da Bahia. Seu estádio é o Avelino de Jesus, com capacidade para 3.000 espectadores. Suas cores são o azul e o branco. Foi fundado em 21 de agosto de 1977.

## História
Participou somente uma vez das competições organizadas pela Federação Bahiana de Futebol. No ano de 1998 disputou a 2ª Divisão do Campeonato Baiano terminando a competição na 9ª e última colocação. Sua primeira partida foi contra o Ratrans no dia 29 de março, em São Sebastião do Passé. A equipe ainda consta como filiada a Federação Bahiana de Futebol.